# ۳۴۳ (میلادی)
۳۴۳ (میلادی) سیصد و چهل و سومین سال تقویم میلادی است.

## درگذشتگان
- ۶ دسامبر – نیکلاس قدیس، کشیش در یونان باستان